# Chrysler 300 letter series

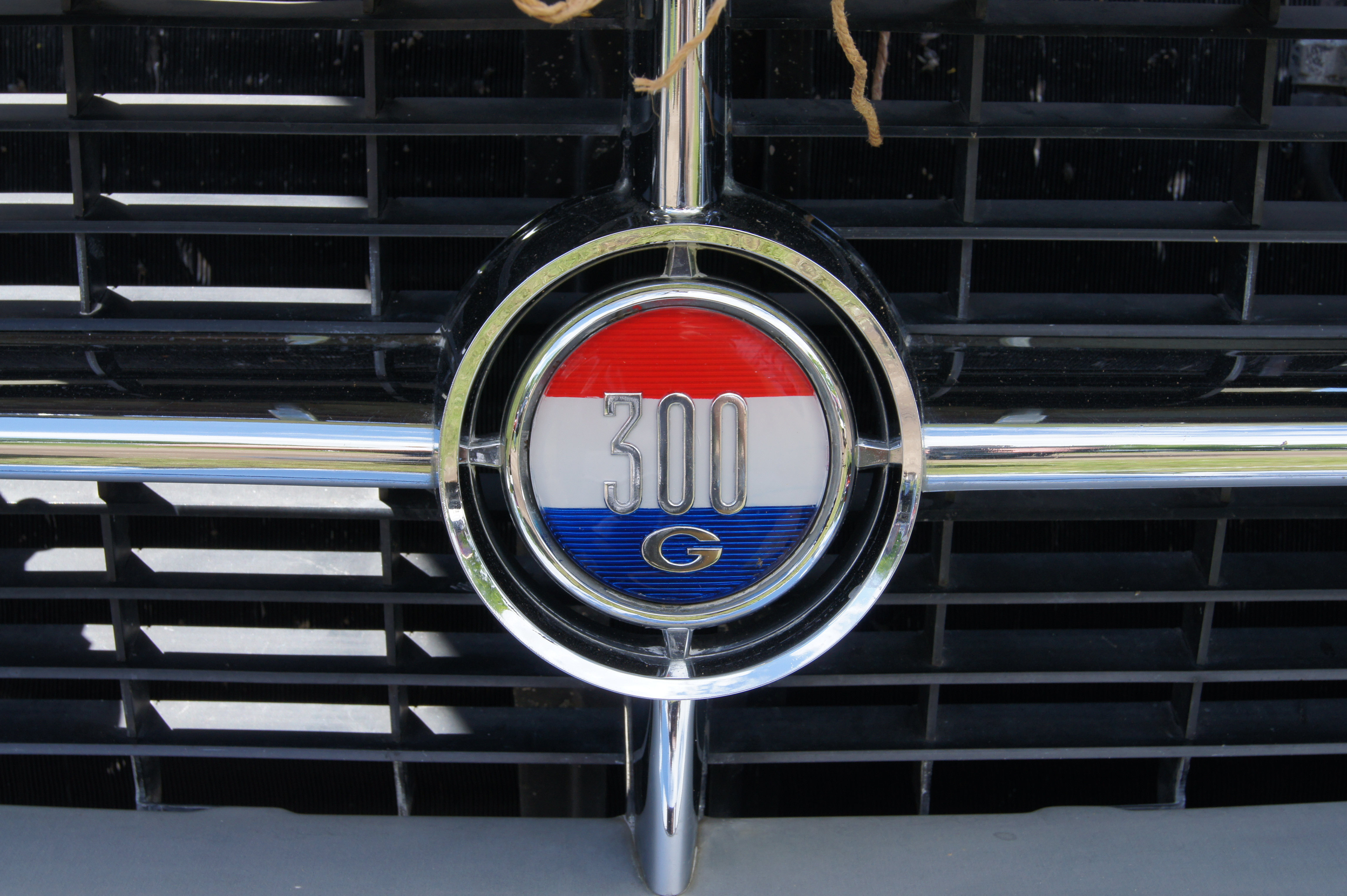
Detail der Kühlermaske eines Chrysler 300G (1961)

Chrysler 300 letter Series steht für eine von 1955 bis 1965 produzierte Serie von PKW-Modellen der Chrysler Corporation. Sie umfasst die Baureihen Chrysler 300A bis Chrysler 300L. Es handelt sich um teure, sportliche Zweitürer, die jeweils zu den Spitzenmodellen des Konzerns gehörten und nur in geringen Stückzahlen produziert wurden. Die Autos erfuhren jährlich technische bzw. stilistische Änderungen. Um eine klare Zuweisung der Jahrgänge zu ermöglichen, erhielten sie fortlaufende Buchstabenzusätze. Deshalb werden sie auch „Letter Cars“ genannt. Von den „Letter Cars“ sind die Modelle der 300 non letter series zu unterscheiden, die von 1962 bis 1971 gebaut wurden. Sie waren Volumenmodelle im mittleren Marktsegment. Nach 27-jähriger Unterbrechung brachte Chrysler 1998 als Reminiszenz den 300M auf den Markt, eine viertürige Limousine, die mit der ursprünglichen Letter Series allerdings nichts zu tun hat.

## 1955: 300 / C-300 (Serie C68-300)

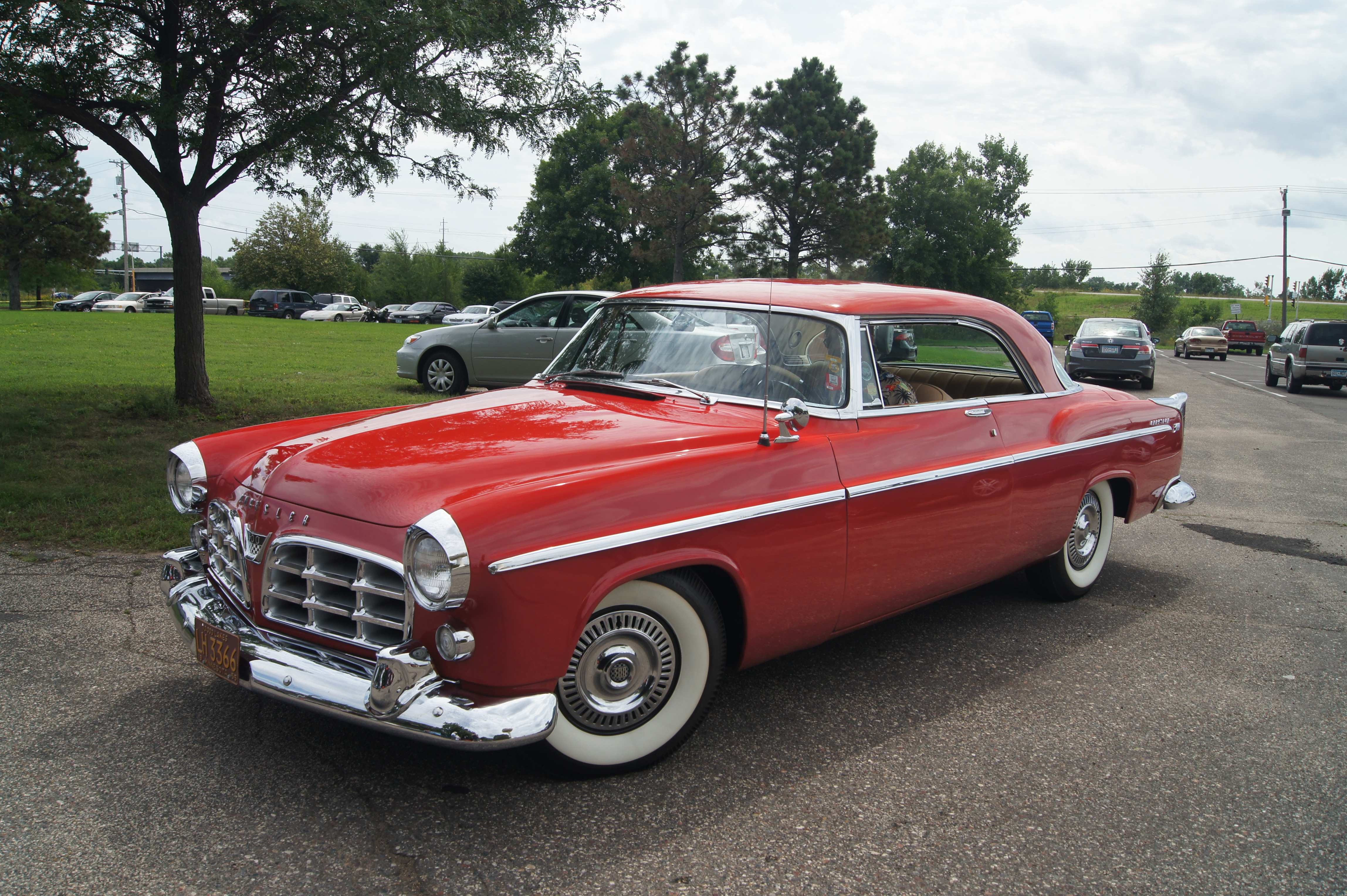
Chrysler C-300 (1955)

Der Chrysler 300 wurde 1955 vorgestellt und sollte das neue Zugpferd („image car“) der Chrysler-Modellpalette werden. Das Design harmonierte mit den anderen Chrysler-Fahrzeugen dieser Zeit; nicht zuletzt, weil man aus Kostengründen viele Teile aus bestehenden Produktionen verwendete. Im Wesentlichen basierte das neue Modell auf dem Chrysler New Yorker, mit der Heckpartie des Chrysler Windsor. Teile der Front und das Armaturenbrett stammten vom Chrysler Imperial. Als Außenfarben standen lediglich Rot, Weiß und Schwarz zur Wahl, alle Lacke ausschließlich mit hellbrauner Lederausstattung. Der Motor war ein Hemi-V8-Motor mit 5,4 Litern (331,1 in3 bzw. 5426 cm3) Hubraum und einer Verdichtung von 8,5 : 1, welcher ausschließlich über ein Powerflite-Zweigangautomatik seine Kraft an die hintere Starrachse liefert. Er war mit zwei Doppel-Registervergasern bestückt. Es handelte sich um eine Weiterentwicklung des 1951 vorgestellten 5,4-Liter-„Firepower“-V8, dem ersten V8 im Chrysler-Angebot, mit dem der Wagen eine Höchstgeschwindigkeit von 208 km/h erreichte. Das Fahrwerk vorn hat eine Einzelradaufhängung mit Schraubenfedern und Teleskopstoßdämpfern. Die Hinterachse ist an Blattfedern geführt und mit Teleskopstoßdämpfern versehen. Der Radstand beträgt 3215 mm.
Mit einer Leistung von 220 kW bei 5200 min−1 galt der 300 als das stärkste US-amerikanische Serienfahrzeug; DaimlerChrysler betitelte ihn später als „damals stärkste Serienlimousine der Welt“. 37 Siege und ein Geschwindigkeitsrekord (205 km/h in Daytona Beach) bei Rennen der NASCAR und der American Automobile Association bestätigten die beworbene Leistungsfähigkeit. Ursprünglich wurde die Modellbezeichnung „300“ vergeben. Später erfolgte eine Umbenennung in C-300, wobei das C für Coupé stehen sollte, die 300 wies auf die Leistung von 300 bhp hin. Trotz dieser hohen Leistung hat der 300 an allen Rädern nur Trommelbremsen. In Anbetracht der späteren Letter Cars wäre 300A ebenso denkbar gewesen, weshalb man gelegentlich auch auf diese (nicht korrekte) Bezeichnung stößt. Vom 1955er Chrysler 300 wurden 1725 Fahrzeuge produziert. Dafür musste der Käufer mindestens 4110 USD über den Tresen reichen.

## 1956: 300B (Serie C72-300)

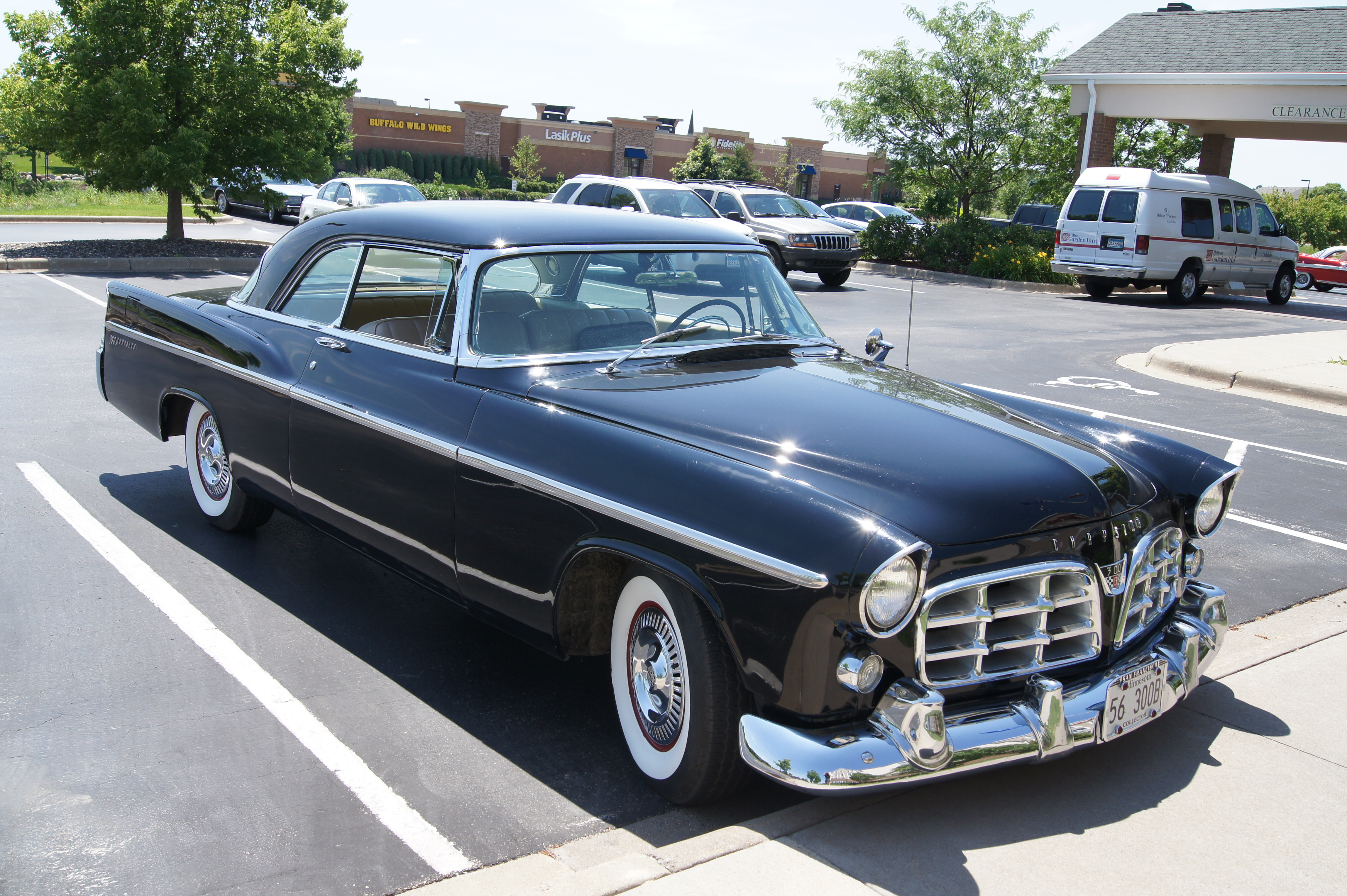
Chrysler 300B (1956)

1956 erschien der 300B mit den in den USA jährlich üblichen Änderungen an der Karosserie, u. a. wurden die Heckflossen etwas höher. Der Kunde hatte die Wahl zwischen zwei 5,8-Liter-V8-Motoren mit 340 SAE-PS / ca. 254 kW oder 355 SAE-PS / ca. 265 kW jeweils bei 5200 min−1, letzterer mit einer erhöhten Verdichtung von 10 : 1. Zusätzlich zum vorhandenen 2-Stufen-Automatikgetriebe wurde eine 3-Stufen-Automatik und ein 3-Gang-Schaltgetriebe eingeführt.
Die Rennerfolge des Vorjahres wurden fortgesetzt und bei der „Daytona Speed Week“ wurden mit einem 300B 230 km/h erreicht. 1102 Fahrzeuge wurden, bei einem Listenpreis von 4242 USD produziert.

## 1957: 300C (Serie C76-300)

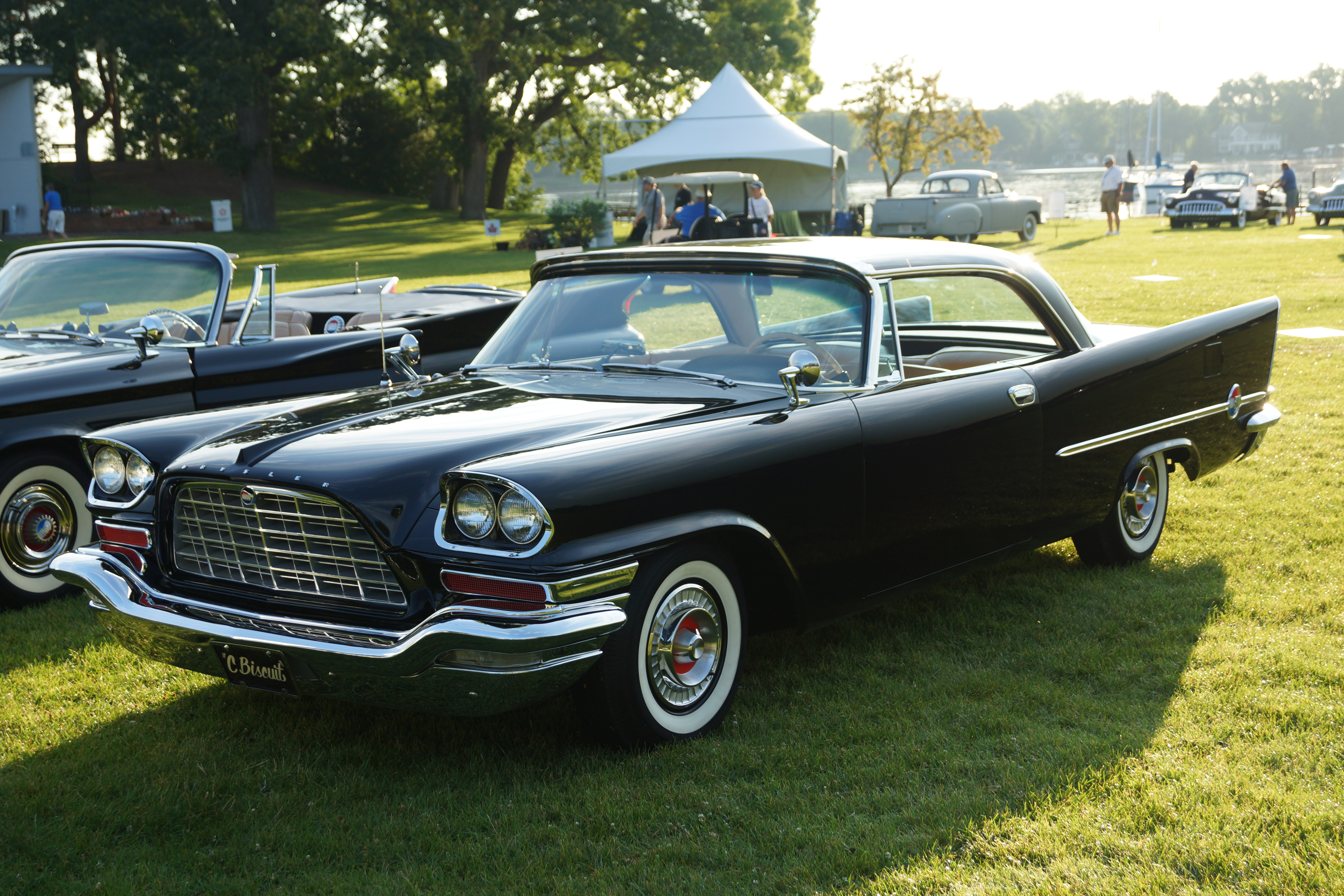
Chrysler 300C (1957)

Für das Modelljahr 1957 erschien der 300C. Das Design des Fahrzeugs war vollständig überarbeitet worden. Wie alle großen Chrysler-Modelle hat der 300C eine nach vorn geneigte Frontmaske, den „Forward Look“. Die hohen Heckflossen stiegen geradlinig an. Ihre Gestaltung ging unmittelbar auf den Ghia Gilda zurück, ein 1955 von Giovanni Sovanuzzi gestaltetes Show-Car der Carrozzeria Ghia, das bei seiner Präsentation großen Einfluss auf Virgil Exner ausgeübt hatte. Das Besondere des 300C sind die Doppelscheinwerfer, welche ab 1957 verfügbar waren. Cadillac hat beim Eldorado Brougham als erster Hersteller Doppelscheinwerfer eingeführt, Nash folgte und Chrysler brachte mit dem 300C ein weiteres Modell auf den Markt. Der 300C war ab 1957 auch als Cabrio erhältlich.
Die Leistung wurde auf 375 SAE-PS / 280 kW bei 6,4 Litern Hubraum gesteigert, in einer Kleinstauflage von 18 Fahrzeugen wurde der Motor auf rund 390 SAE-PS / 290 kW Leistung gebracht. Je nach Übersetzung der Hinterachse erreichte der Wagen eine Höchstgeschwindigkeit von 208–240 km/h. Insgesamt stiegen die Verkäufe auf 2402 Fahrzeuge, die sich auf 1918 Coupés für einen Grundpreis von 4929 USD aufteilten und 484 Cabriolets mit einem Preis ab 5359 USD.

## 1958: 300D (Serie LC3-S)

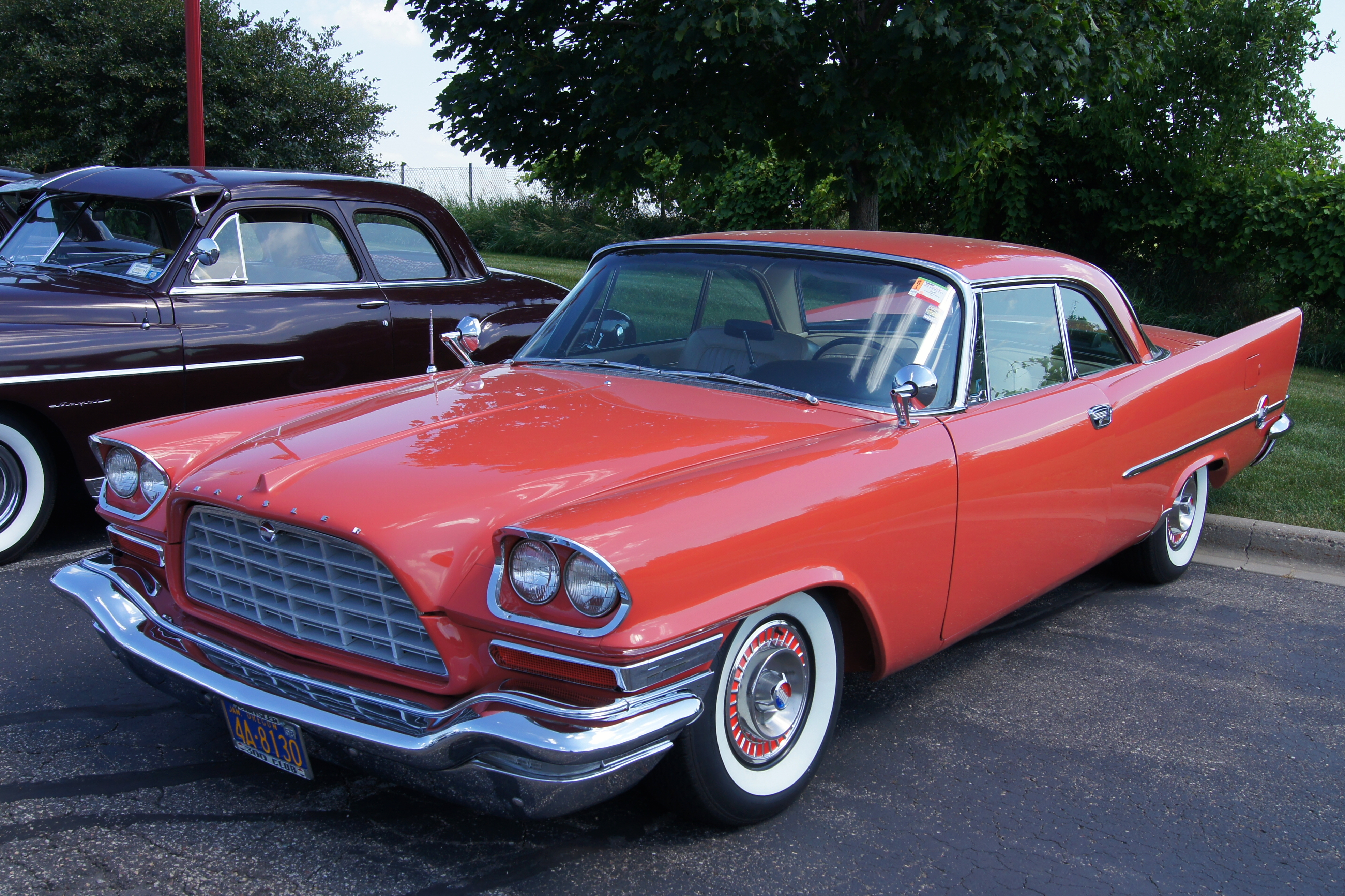
Chrysler 300D Coupé (1958)

1958 wurde im 300D der bisherige Hemi-V8 zum letzten Mal verwendet. Standard war in diesem Jahr ein Hubraum von 6,4 Litern und die Leistung betrug 380 SAE-PS / 283 kW. Chrysler stattete – erstmals in der Firmengeschichte – 35 Fahrzeuge mit einer elektronischen Einspritzanlage von Bendix aus, die 290 kW (390 SAE-PS) liefern sollte und einen Aufpreis von 400 USD hatte, sich aber als störanfällig erwies. Die meisten dieser Anlagen wurden im Rahmen einer Rückrufaktion durch die üblichen Carter WCFB Doppel-Registervergaseranlagen ersetzt. Die Verkäufe brachen auf 809 Fahrzeuge (618 Coupés und 191 Cabriolets) ein, was auf die schlechte Wirtschaftslage dieser Zeit zurückgeführt wird.

## 1959: 300E (Serie MC3-H)

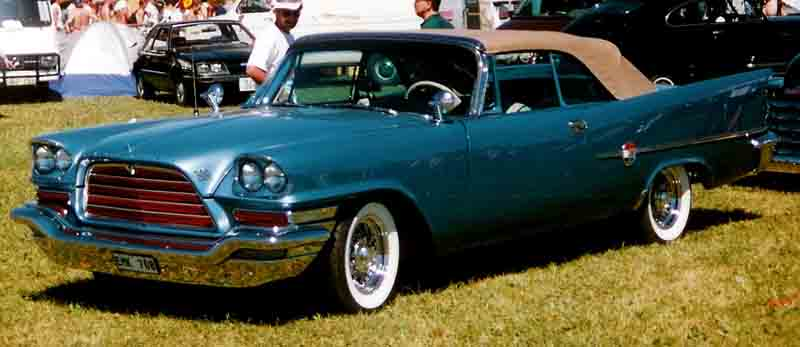
Chrysler 300E Cabriolet (1959)

1959 kam der 300E mit einem 6,8-Liter-V8 (6768 cm3) der 380 SAE-PS leistete und eine Höchstgeschwindigkeit von 208 km/h erreichte. Im Gegensatz zum bisherigen Hemi hatte der Motor keilförmige Brennräume und war etwa 45 kg leichter bei nahezu identischer Leistung. Jedoch erfreuten sich die Hemi-Motoren großer Beliebtheit, so dass deren Wegfall sowie die weiterhin schlechte Konjunktur die Verkäufe auf 647 Fahrzeuge sinken ließ.

## 1960: 300F (Serie PC3-300)

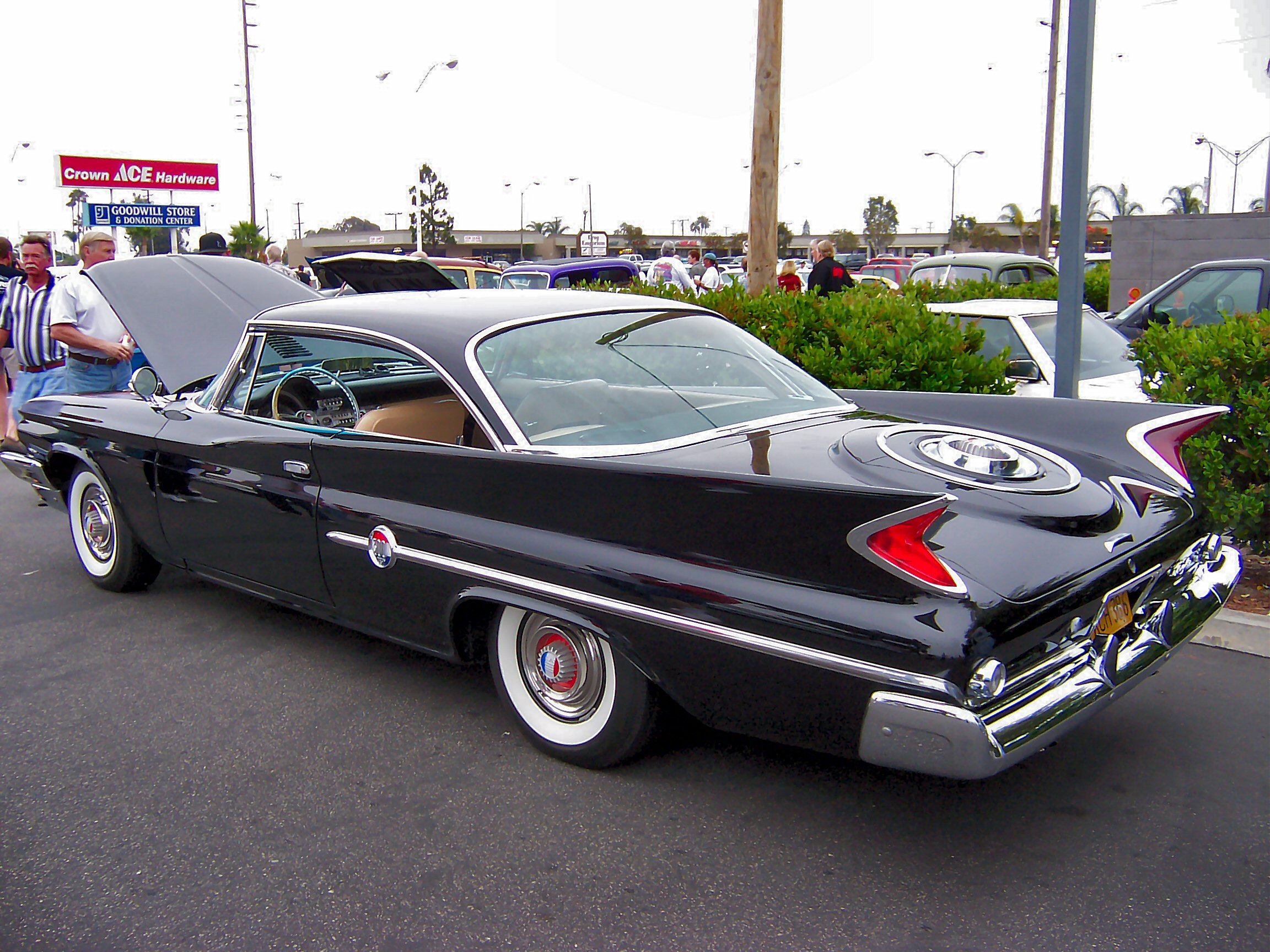
Chrysler 300F (1960)

1960 wurde die Leistung wieder gesteigert. Der gleiche 6,8-Liter-V8 leistete im 300F jetzt 276 kW (375 brutto SAE-HP) – durch einen besonderen Ansaugtrakt („Cross-Ram“) wurde bereits in niedrigen Drehzahlbereichen eine hohe Leistung erreicht. Optional war ein 300 kW (400 brutto SAE-HP) starker Motor erhältlich. Dieser hatte eine optimierte Nockenwelle für andere Steuerzeiten und stärkere Ventile. Eine Auspuffanlage und einen Luftfilter mit geringerem Widerstand sowie einen Zweipunkt-Zündverteiler, spezielle Zündkerzen und zwei Doppel-Registervergaser. Dabei wurde die Ansaugbrücke so modifiziert, dass die beiden Vergaser jeweils auf einer Seite des Motors mit je einem eigenen Luftfilter montiert waren und so über Kreuz den Motor mit Gemisch versorgten. Der Ansaugweg war dadurch rund 76 cm lang.
Die neue selbsttragende Karosserie („unibody“) war mit der kantigen Form an den Geschmack dieser Zeit angepasst. Der Grill erhielt die nun typische Chryslerform mit einem „plusförmigen“ Kreuz aus Chromspangen. Nur in diesem Modelljahr hat der 300 eine angedeutete Reserveradabdeckung auf dem Kofferraumdeckel, die aber nur ein Gestaltungselement ohne praktischen Nutzwert ist. 1217 dieser Modelle konnten verkauft werden, davon waren 969 Hardtops und 248 Cabriolets.

## 1961: 300G (Serie RC4-P)

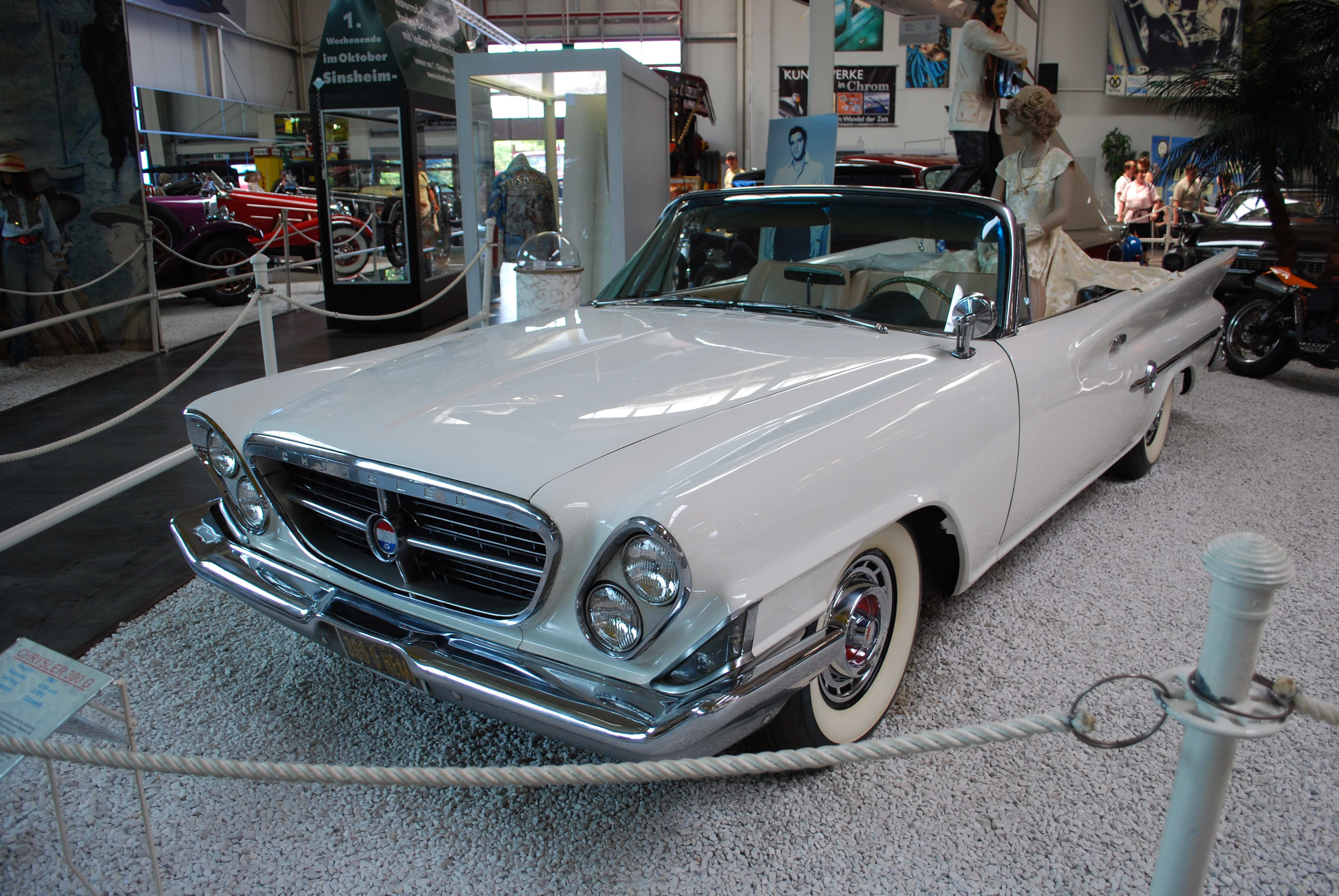
Chrysler 300G (1961)

1961 waren die Änderungen am 300G weitgehend optischer Natur. Die Frontpartie wurde stark überarbeitet, ein neues „Gesicht“ sollte potenzielle Käufer überzeugen. Der Grill wechselte seine Ausrichtung, die vormals wie ein angedeutetes „A“ aussah in eine nunmehr angedeutet „V“-Form. Die Frontscheinwerfer nahmen diese Form und den Winkel auf und sind nicht mehr nebeneinander angeordnet, sondern jetzt schräg übereinander. Die Heckleuchten sind nun nicht mehr in den Heckflossen, sondern rutschten in das Heckblech über die Stoßstange. Der 300G hat einen 0–150 mph (241 km/h) Tacho mit einzelner mph-Einteilung. Der Käufer konnte eine Klimaanlage, eine elektrische Sechs-Weg-Verstellung der Vordersitze sowie von innen verstellbare Außenspiegel optional bestellen. Die Motoren waren die gleichen wie im Vorjahr, lediglich ein neues Dreiganggetriebe stand zur Wahl. Statt des bisher angebotenen manuellen Vierganggetriebes Pont-a-Mousson, wurde jetzt das Chryslereigene TorqueFlite-Dreiganggetriebe verwendet. Der 300G hatte 8 × 15 Zoll Räder mit Goodyear Blue Streak Super Sport High-Performance Reifen. Verkauft wurden 1617 300G, 1280 Hardtops und 337 Cabriolets. Damit war dieses Jahr das erfolgreichste seit Einführung 1955.

## 1962: 300H (Serie SC2-M)

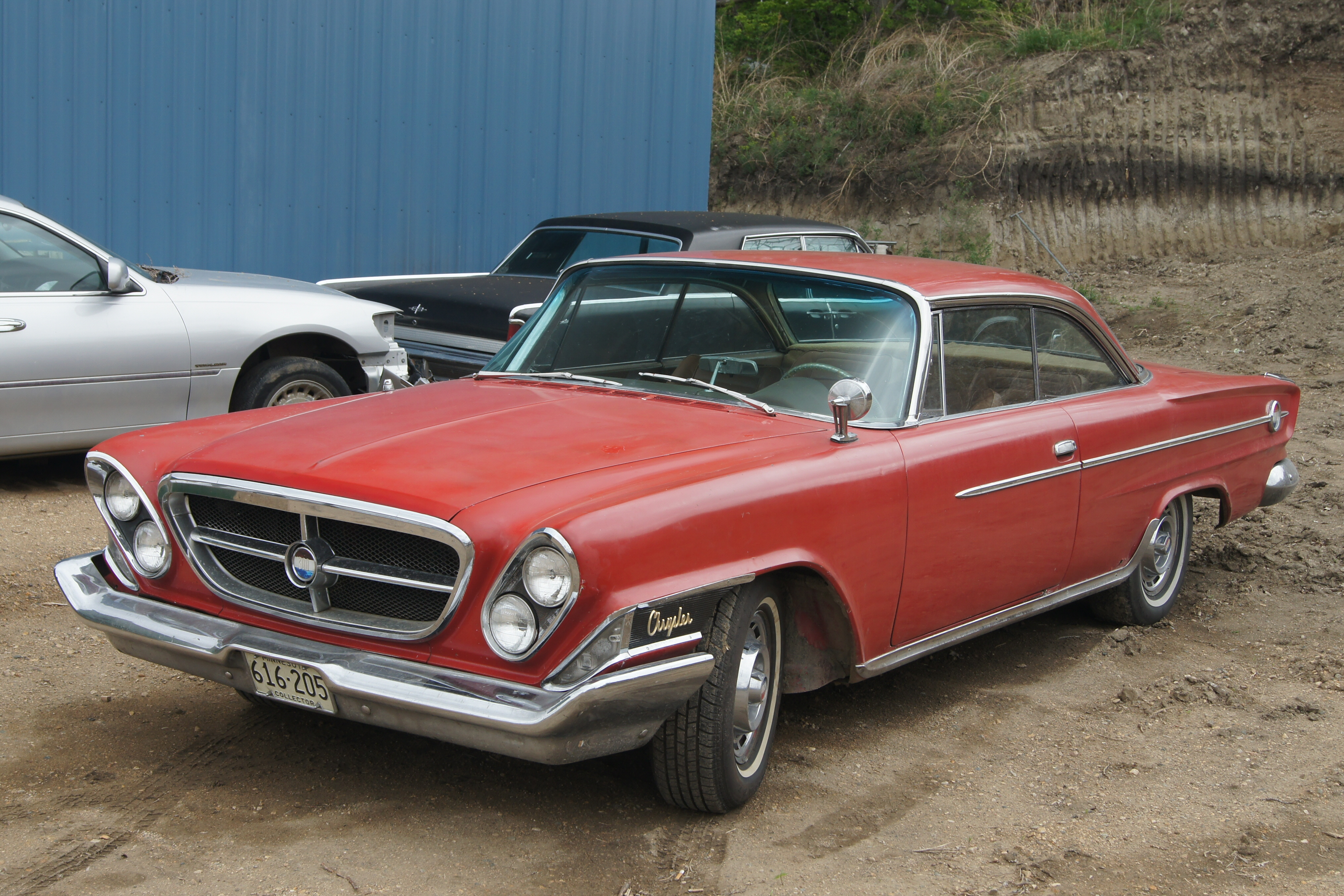
Chrysler 300H Coupé (1962)

Im Modelljahr 1962 wurden einige Neuerungen eingeführt: Neben dem 300H, nach wie vor ein sportliches Luxuscoupé oder Cabriolet, wurde als Einstiegsmodell der Chrysler 300 (ohne Kennbuchstaben) als „non-letter series“ vorgestellt. Diese ersetzte die bisherige Windsor-Reihe. Die Ausstattung war einfacher als bei den H-Modellen, und während diese weiter mit den 6,8-Liter-V8 mit 380 brutto SAE-HP ausgerüstet waren, bekam man den 300 auf Wunsch mit einem 6,3-Liter-V8. Die 300-Modelle gab es außerdem erstmals auch mit vier Türen. Optisch waren beide Serien ähnlich. Auffallend war die starke Reduzierung der Heckflossen, die nur noch als Andeutung vorhanden waren. Beide Serien hatten statt des Chrysler New Yorker jetzt den Windsor als Basis, was eine Gewichtsersparnis mit sich brachte. Vom 300H wurden nur 558 Stück (435 Hardtops und 123 Cabrios) produziert, vom 300 mit 25.020 Stück ungleich mehr. Der Basispreis des 300 lag bei 3323 USD, den 300H bekam man ab 5090 USD als Hardtop und ab 5461 USD als Cabriolet.

## 1963: 300J (Serie TC2-M)
Für 1963 wurden die 300J-Modelle (der Buchstabe I war übersprungen worden) rundlicher und auf Heckflossen wurde ganz verzichtet, die Karosserie wurde gradliniger. Die Scheinwerfer sitzen nebeneinander, der Grill behielt die Grundform, die oberen Ecken sind spitzer. Der 300J erhielt eine rechteckige Grundform. Standard waren u. a. Servolenkung, Bremskraftverstärker und elektrische Fensterheber. Die Luxusreihe 300J bestand nur noch aus dem zweitürigen Coupé, während der 300 nach wie vor als Cabrio, Zwei- und Viertürer zu haben war. Bei der viertürigen Limousine jedoch handelte es sich tatsächlich um den Chrysler Saratoga, welcher als Chrysler 300 auf dem kanadischen Markt angeboten wurde. Die Motoren blieben die gleichen, beim 6,8-Liter-V8 war die Leistung leicht auf 390 brutto SAE-HP gesteigert worden, womit der Wagen von 0 auf ca. 100 km/h rund acht Sekunden benötigte. Die Höchstgeschwindigkeit betrug 228 km/h. Produziert wurden 400 Exemplare des 300J.

## 1964: 300K (Serie VC2-M)

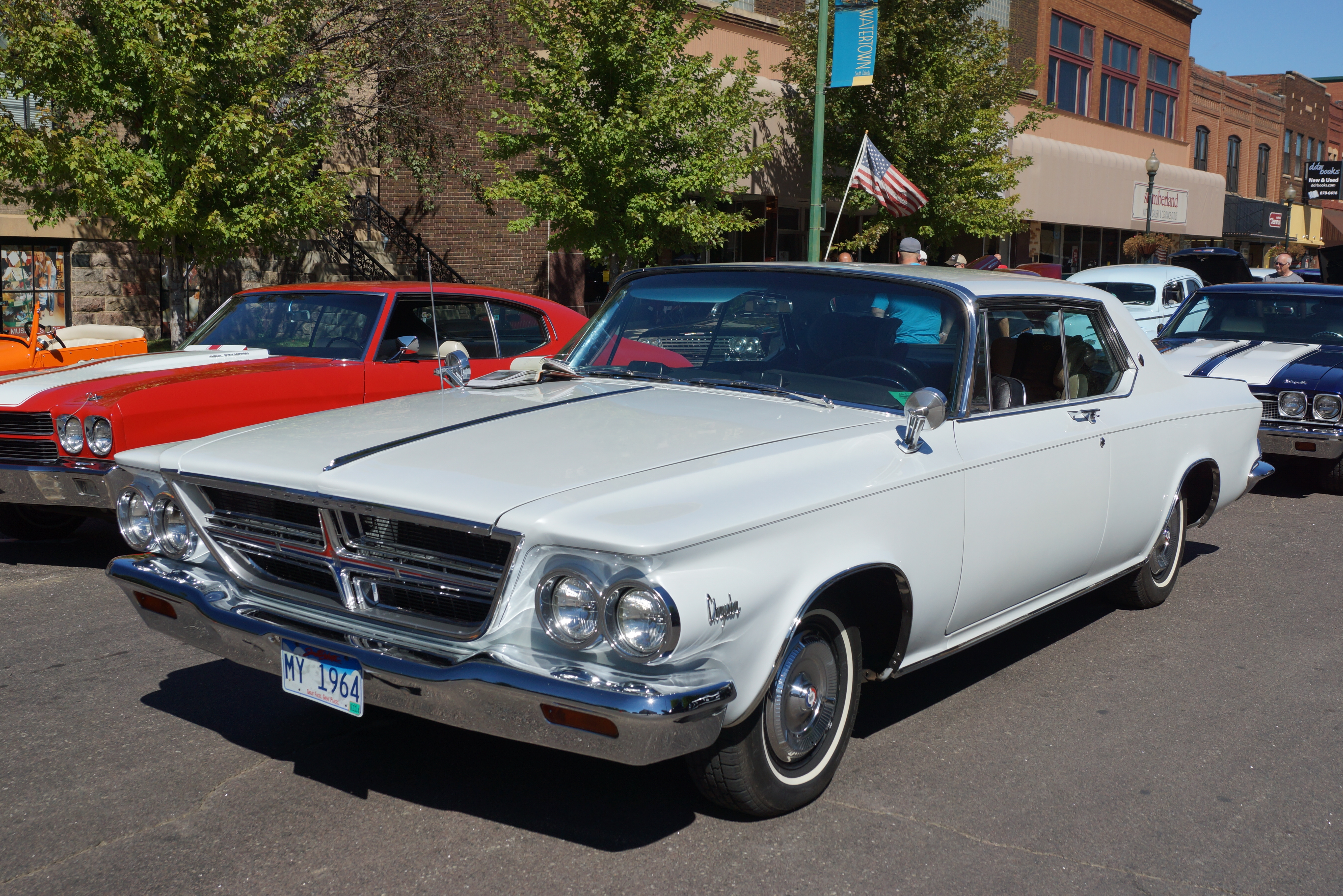
Chrysler 300K

Der 300K kam 1964 mit zwei alten Tugenden zurück: Heckflossen zierten zumindest ansatzweise das Heck, und man bekam auch in der Letter Series wieder ein Cabrio. Durch eine etwas einfacher gehaltene Innenausstattung und eine weniger aufwändige Basismotorisierung sank der Einstiegspreis gegenüber dem Vorjahresmodell um über 1000 US-Dollar auf 4056 USD für das Hardtop-Coupé und 4522 USD für das Cabriolet.
Der 6,8-Liter-V8 hatte nun einen Standard-Ansaugtrakt und einen einzelnen Registervergaser, was eine Leistung von 268 kW ergab. Der „Cross-Ram“-Motor war gegen Aufpreis nach wie vor erhältlich, wofür der Kunde dann 290 kW bekam. Die Verkäufe stiegen auf 3647, die sich auf 3022 Hardtops und 625 Cabriolets aufteilten.

## 1965: 300L (Serie AC2-P)

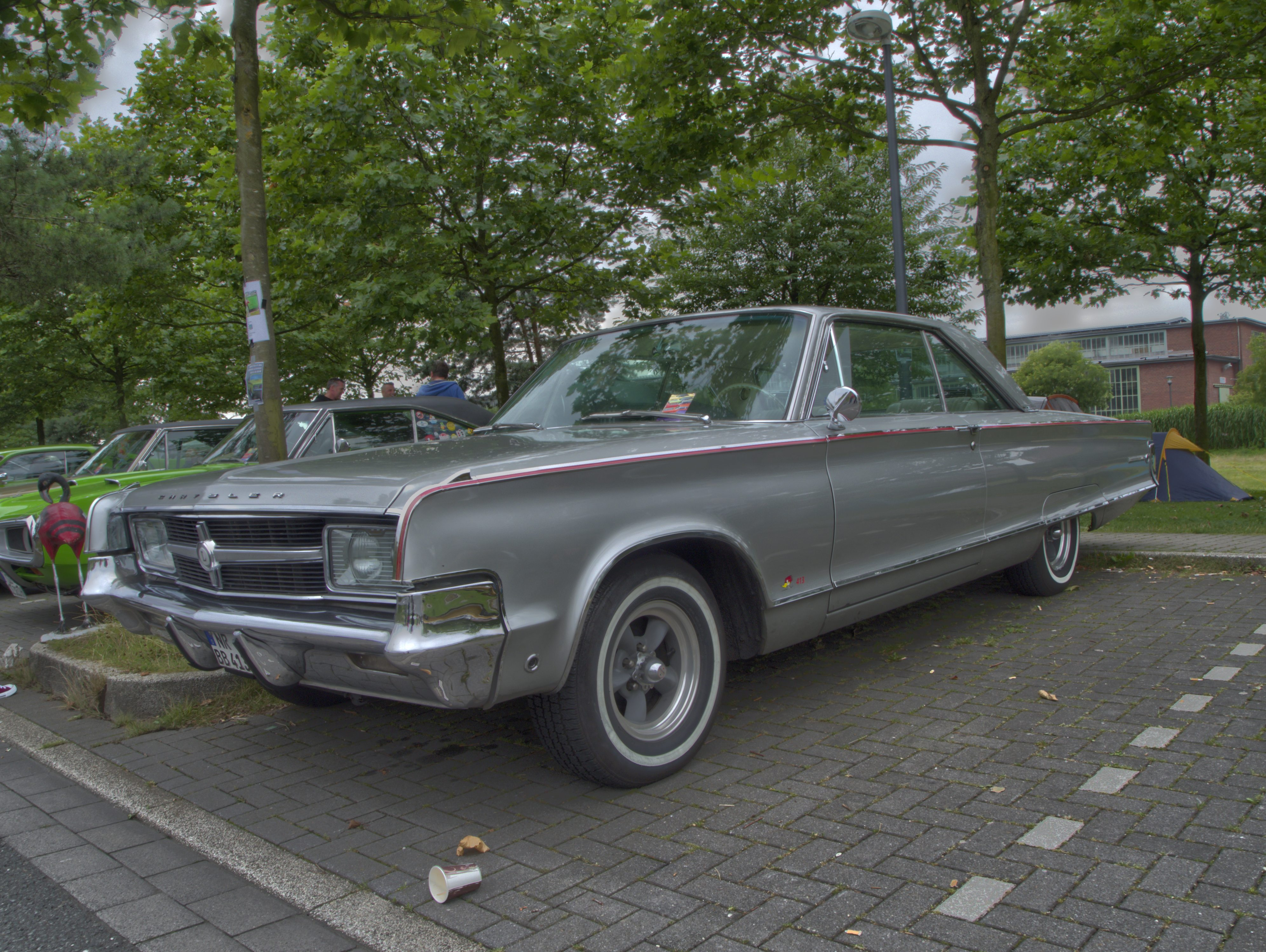
Chrysler 300L

Der letzte Vertreter der klassischen Letter series erschien in diesem Modelljahr. Mit seiner geraden Linienführung war das Design Mitte der 1960er-Jahre dem Zeitgeist angepasst. Er unterscheidet sich deutlich von den vorangegangenen Modelljahren. Der Grill zieht sich über die gesamte Fahrzeugbreite und schließt die Scheinwerfer ein. Die hinteren Radhäuser erhielten Abdeckungen, so dass nur rund das halbe Hinterrad sichtbar ist. Die Außenspiegel rutschen von der Oberkante der vorderen Kotflügel auf die Türen. Der 6,8-Liter-V8 war nicht mehr mit dem Cross-Ram-Paket erhältlich, und die 300er-Modelle waren mit allen Extras der Letter-Cars zu bekommen. Ein voll ausgestatteter 300 unterschied sich nur noch durch die Typenschilder von einem 300L. Die gewohnten Karosserievarianten und Motoren wurden weitgehend (bis auf den Cross-Ram) beibehalten. 2845 Chrysler 300L verließen die Produktionsstätten, davon 2405 als Hardtop-Coupé und 440 als Cabriolet.

## 1970: Hurst 300 (Serie FC-M)

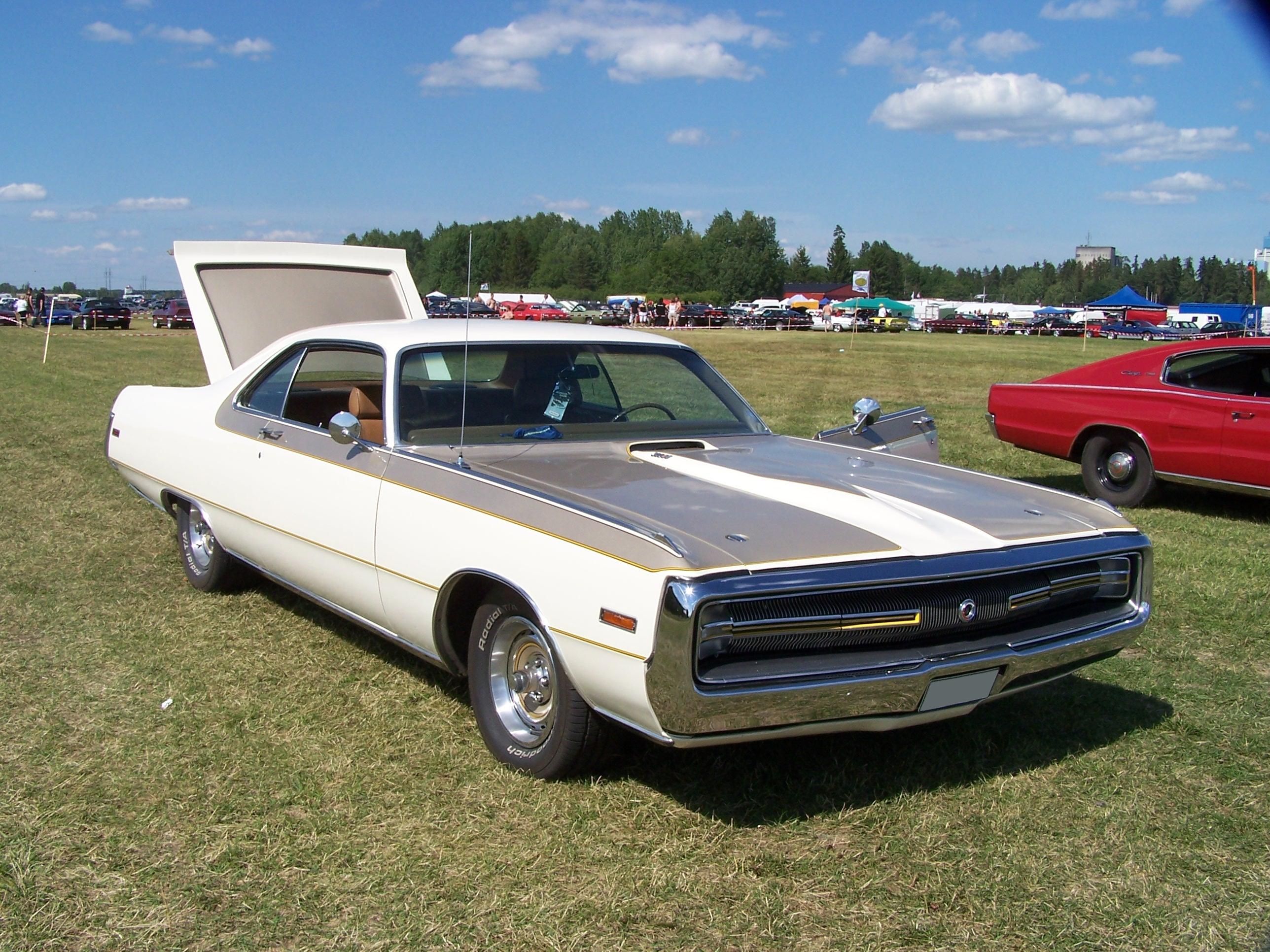
Chrysler 300 Hurst (1970)

1970 gab es neben dem normalen „300“ erstmals wieder einen Hochleistungswagen. Ein von der Hurst Performance Group modifiziertes, sportliches Sondermodell, der 300 Hurst, unterschied sich optisch von der Großserie durch eine Zweifarblackierung in Weiß und Gold, Motorhaube und Kofferraumklappe waren aus Fiberglas gefertigt.
Vorne sorgt ein Lufteinlass für Frischluft im Innenraum (nicht für den Motor) und die Heckklappe wies einen integrierten Spoiler auf, der die Seitenlinie der gut 5,7 Meter langen Karosserie nicht störte. Der Motor war ein gegenüber der Großserie etwas leistungsgesteigerter 7,2-Liter-V8, der 645 Nm Drehmoment bei 3200 min−1 lieferte und dabei 280 kW (375 brutto SAE-HP). Die Leistung wurde mit dem einzigen lieferbaren TorqueFlite-Automatikgetriebe übertragen, was dafür reichte, dass der 2,2 Tonnen schwere Wagen in 7,1 Sekunden die 100 km/h-Marke erreichte. Das Fahrwerk, mit einem Radstand von ca. 3,15 Meter, wurde den hohen Fahrleistungen angepasst und erhielt zusätzlich vordere Scheibenbremsen mit Bremskraftverstärker. 485 Hurst-Sondermodelle wurden 1970 produziert und für 4234 USD verkauft.